# 和巴什尔跳华尔兹
《和巴什尔跳华尔兹》（希伯來語：ואלס עם באשיר）是2008年一部由以色列导演阿里·福尔曼制作的动画战争纪录片。该片制作耗时四年，由以色列、德国、法国多家制片公司共同完成。该片讲述的是一名因PTSD失忆的以色列国防军老兵阿里·福尔曼（导演本人）试图回忆起他在1982年第五次中东战争（黎巴嫩战争）中经历的故事，并以普通以军士兵的视角反思了臭名昭著的萨布拉-夏蒂拉大屠杀。
这部电影与《9.99美元》都是以色列首次制作并在影院放映的长篇动画电影。《和巴什尔跳华尔兹》于2008年5月13日在第61屆坎城影展首映，并参加了金棕榈奖的角逐，收到了广泛好评。该片获得了以色列电影学院奖包括最佳电影奖在内的6个奖项，以及金球奖最佳外语片奖和同年奥斯卡最佳外语片提名。

## 片名
电影片名源自一段采访，叙述中说道福尔曼所在部队的指挥官弗兰克尔曾经拿着机枪在马路中间的枪林弹雨中踏着肖邦升C小调圆舞曲的华尔兹舞步疯狂地向敌人射击，而街道旁的建筑物就挂有已被刺杀的黎巴嫩总统巴什尔·杰马耶勒的巨型画像。这次事件后不久，巴什尔的黎巴嫩长枪党支持者就会发起报复性的萨布拉-夏蒂拉大屠杀。

## 剧情
1982年，19岁的阿里·福尔曼曾在以色列国防军服兵，并参与了以军在第五次中东战争的军事行动。后在2006年，当他与曾经的战友谈及到当年的战争经历时，福尔曼惊奇地发现他对无法回忆起任何细节。发现自己失忆的他开始去拜见并采访二十多年前的战友、朋友、心理医生与记者，在与他们的交谈中，福尔曼也慢慢地回忆起了他在战争中的经历，并最终得以正视他对萨布拉-夏蒂拉大屠杀的记忆。

## 制作
该部记录电影的不同在于使用动画的手法来表现。电影将古典音乐、20世纪八十年代的摇滚音乐、现实画面和超现实的场景融合在一起。电影除了结尾处的镜头使用了有关萨布拉-夏蒂拉大屠杀的真实记录影像，其余的都是用动画手法来完成。
电影的制作是导演阿里·福尔曼对参加过黎巴嫩战争的当事人进行采访，并录制成90多分钟的片子，最后将录影转成动画，这也就是我们最后看到的动画效果。根据录影电影共画制了2300个插图，最后使用Adobe Flash，原始动画和3D动画技术整合起来，制作成片。
电影的原声音乐由音乐家马克思·李希特制作，其中OMD演唱《Enola Gay》、PiL演唱《This is Not a Love Song》、Navadei Haucaf 演唱《Good Morning Lebanon》、Zeev Tene演唱《Beirut》。

## 荣誉
《和巴什尔跳华尔兹》收到广泛的赞誉，在烂番茄网站上，从77个评价中95%给出了积极肯定的评价，在Metacritic网站中，在28个评分中得到90分总分（满分100分），《卫报》则称其为“一部非凡、惨痛、激进的电影”。

### 获奖与提名
| - 奥斯卡： - 最佳外语片 - 安妮奖： - 最佳动画片 - 最佳动画艺术设计奖（阿里·福尔曼） - 最佳动画音乐奖（马克思·李希特） - 最佳动画编剧奖（阿里·福尔曼） - 英国电影和电视艺术学院： - 最佳动画片 - 最佳外语片 - 英国独立电影奖： - 最佳国外独立电影（获奖） - 广播影评人协会奖： - 最佳外语片（获奖） - 最佳动画（提名） - 戛纳电影节： - 金棕榈奖（提名） - 欧洲电影奖： - 最佳电影（提名） - 最佳作曲（马克思·李希特，获奖） - 最佳导演（阿里·福尔曼，提名） - 最佳剧本（阿里·福尔曼，提名） | - 金球奖： - 最佳外语片（获奖） - 洛杉矶影评人协会奖： - 最佳动画电影（获奖） - 最佳记录片\最佳非叙事电影（亚军） - 国家影评人协会： - 最佳电影（获奖） - 以色列电影学院奖（Ophir Awards）: - 最佳电影（获奖） - 最佳导演（阿里·福尔曼，获奖） - 最佳剧本（阿里·福尔曼，获奖） - 最佳艺术设计（David Polonskey，获奖） - 最佳剪辑（Nili Feller，获奖） - 最佳声音设计（Aviv Aldema，获奖） - 最佳摄影（Yoni Goodman，提名） - 卫星奖： - 最佳动画和混媒体奖（提名） - 最佳纪录片（提名） |

## 外部連結
- 官方网站
- 開眼電影網上《與巴席爾跳華爾滋》的資料（繁體中文）
- 豆瓣电影上《和巴什尔跳华尔兹》的資料 （简体中文）
- 时光网上《和巴什尔跳华尔兹》的資料（简体中文）
- AllMovie上《和巴什尔跳华尔兹》的资料（英文）
- 爛番茄上《和巴什尔跳华尔兹》的資料（英文）
- Box Office Mojo上《和巴什尔跳华尔兹》的資料（英文）
- Metacritic上《和巴什尔跳华尔兹》的資料（英文）
- 互联网电影数据库（IMDb）上《和巴什尔跳华尔兹》的资料（英文）

| 獎項                             | 獎項                  | 獎項                         |
| -------------------------------- | --------------------- | ---------------------------- |
| 前任： · 《潜水钟与蝴蝶》 · 法國 | 金球奖最佳外语片 2008 | 繼任： · 《白色緞帶》 · 德国 |